# Aletia
Genre
Aletia est un genre invalide de lépidoptères (papillons) nocturnes de la famille des Noctuidae. Voir le genre Mythimna Ochsenheimer, 1816.